# Lyudmila Krokhina
Lyudmila Vasilyevna Krokhina (russe : Людмила Васильевна Крохина), née le 10 janvier 1954 à Moscou (RSFS de Russie), est une ancienne rameuse soviétique d'origine russe. Elle est médaillée de bronze aux Jeux de 1976.

## Carrière
Lyudmila Krokhina remporte la médaille de bronze en quatre avec barreuse lors des Jeux olympiques d'été de 1976.

## Palmarès

### Jeux olympiques
- Jeux olympiques d'été de 1976 à Montréal ( Canada) :
  -  médaille de bronze en quatre sans barreuse